# Lomographa temerata
Lomographa temerata là một loài bướm đêm trong họ Geometridae.

## Hình ảnh

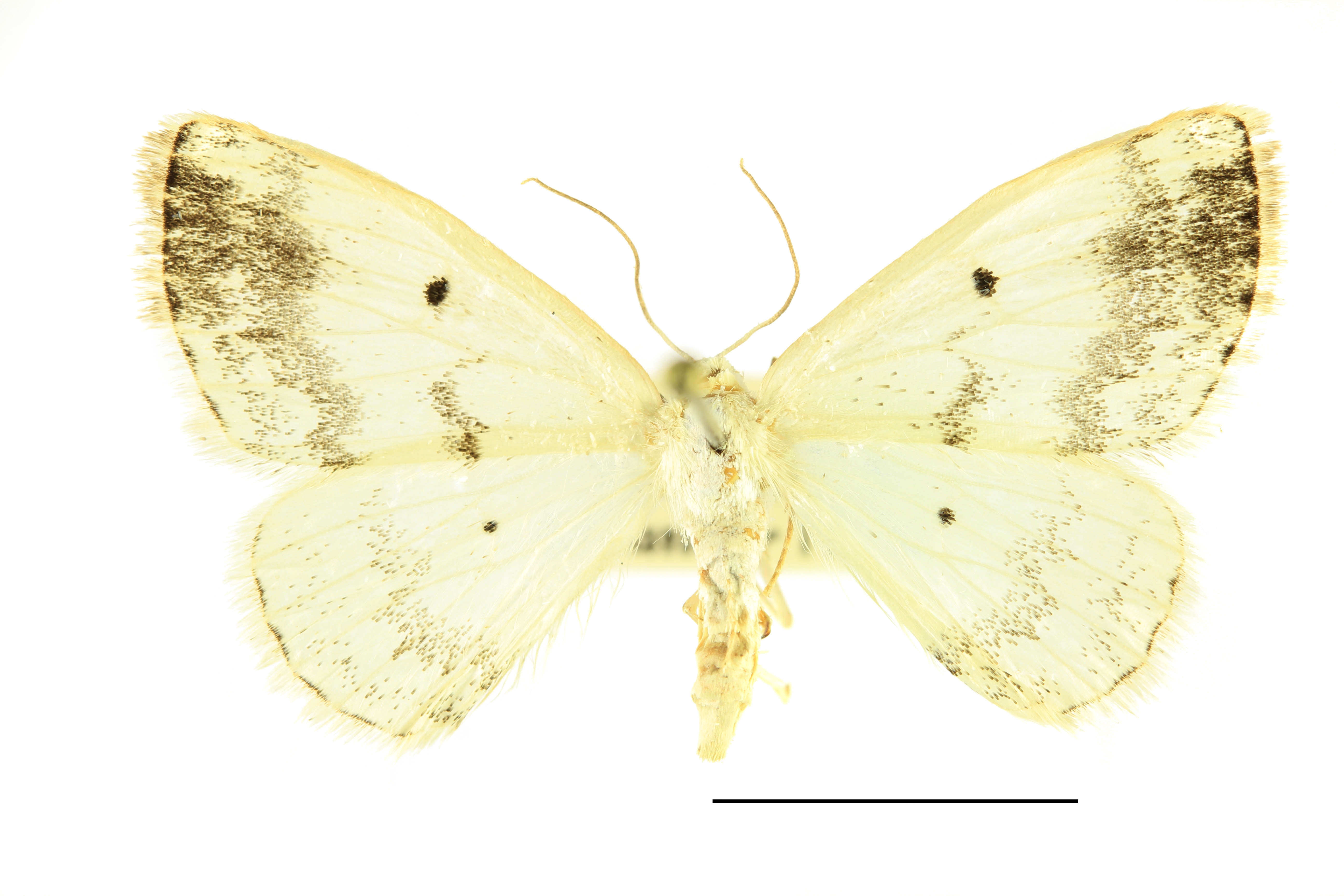
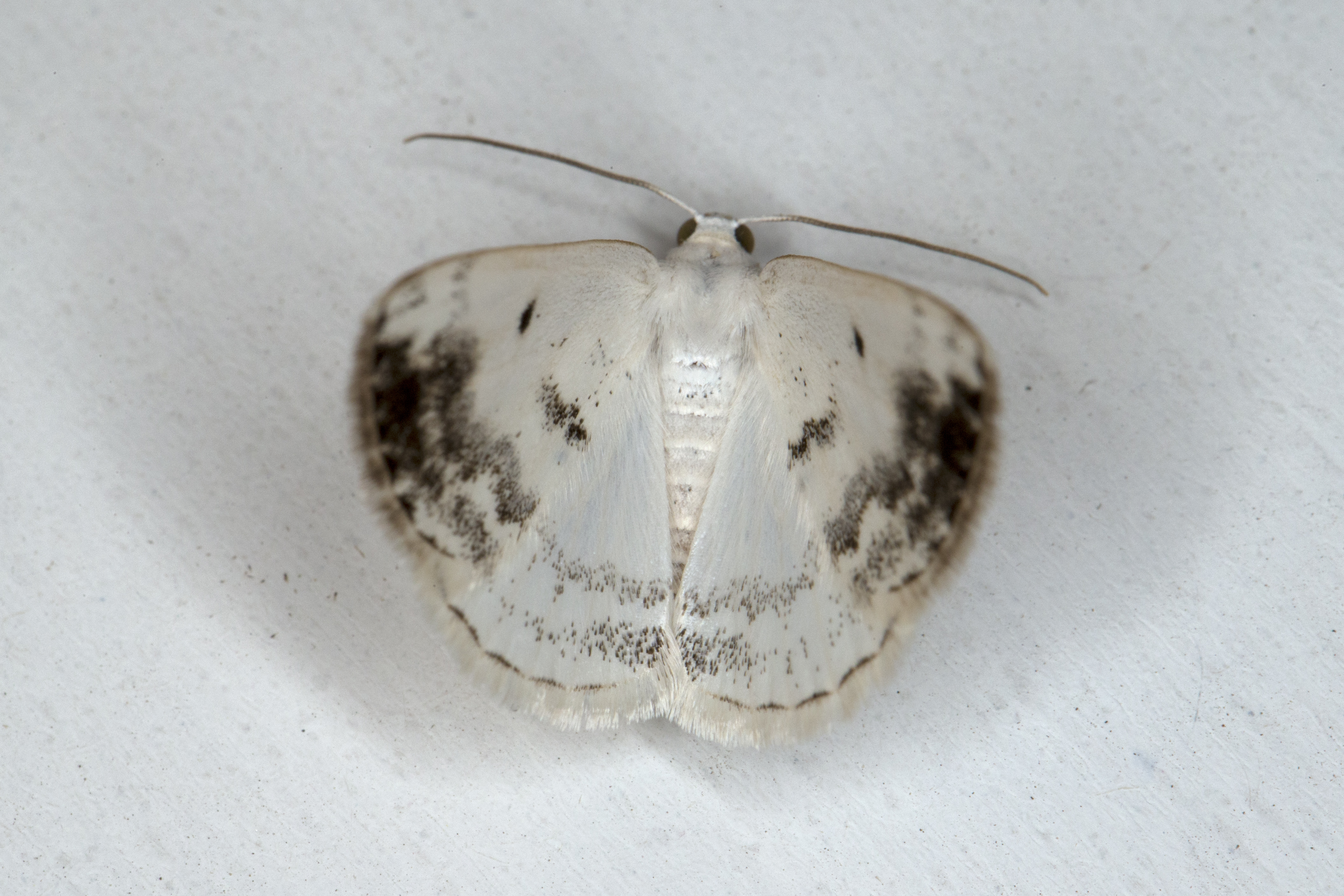
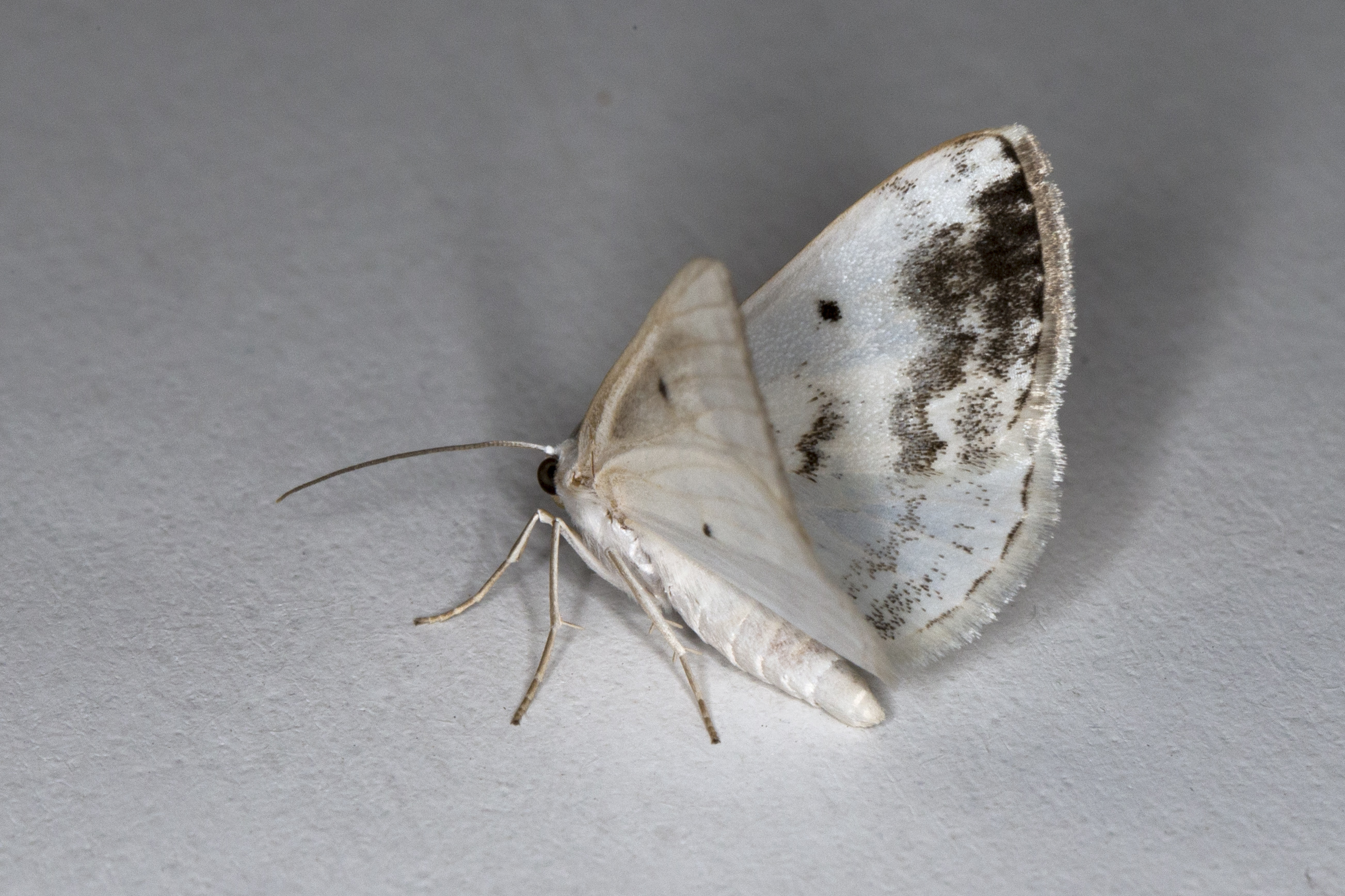
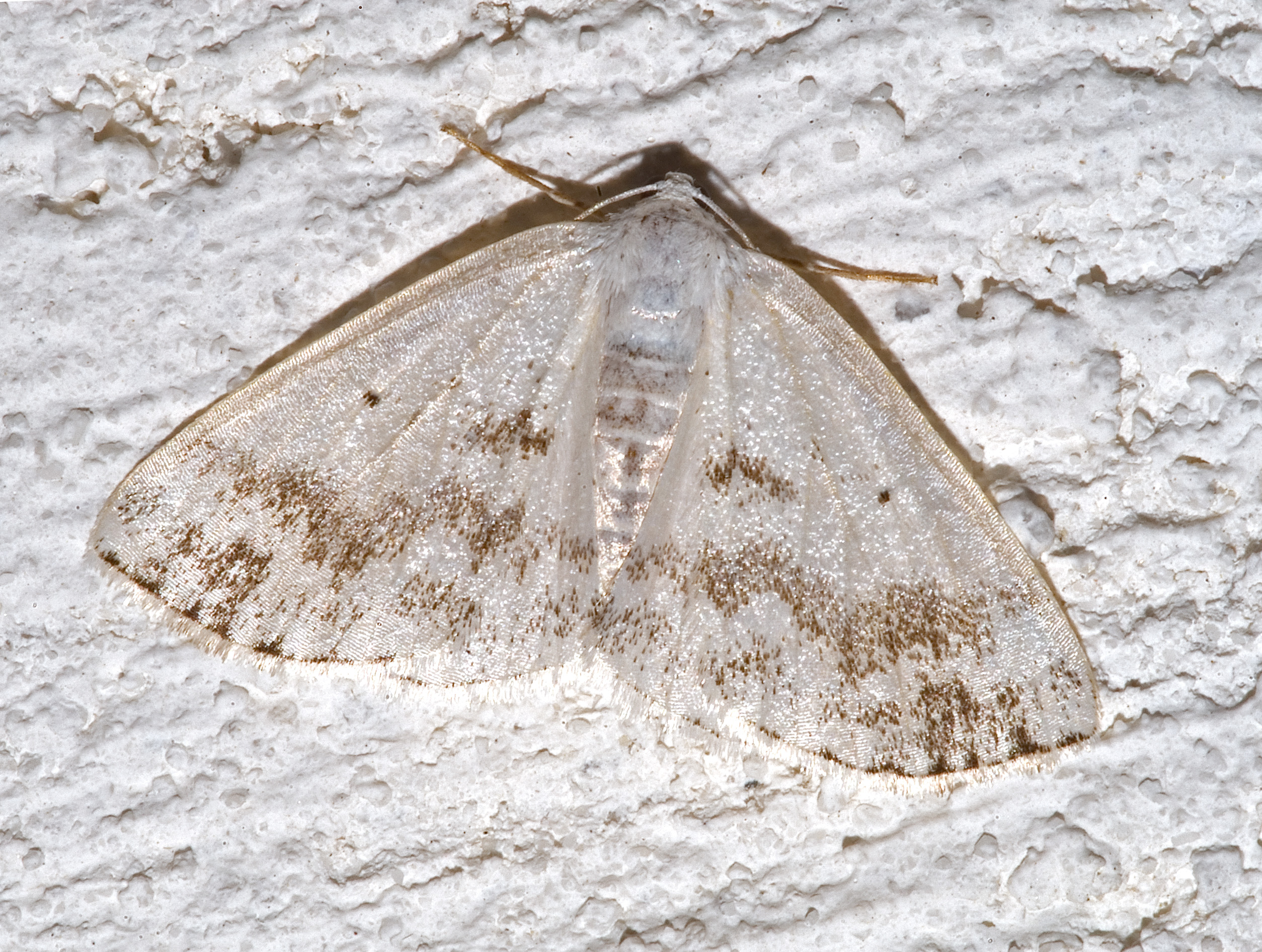